# 李達 (萬曆進士)
李達（1582年—？），字道行，號生培，四川省重慶府安居縣（今屬銅梁縣）人，民籍，治《詩經》。

## 生平
壬午九月初四日生，行一。由學生中式丙午鄉試二十五名舉人，年二十八歲中式萬曆三十八年庚戌科會試一百二十一名，第三甲第一百十四名進士。工部觀政，授浙江湖州府推官，四十六年考選陝西道御史。天啓初与给事中明时举募兵四川，激起永宁司宣抚奢崇明反叛，杀害巡抚徐可求等人，占据重庆，三年（1623年）被逮至京师问罪，二月被革职为民。

## 家族
曾祖李郁，丁未進士、辰州知府、祀名宦；祖李來孝，中書科登仕郎；父李之章；母方氏。慈侍下。弟李造（庠生）；李選（庠生）。子李先甲；李光甲；李胤甲；李芳甲；李昌甲。